# Frédéric Maillot
Pour les articles homonymes, voir Maillot.
Frédéric Maillot, né le 15 novembre 1986 à Saint-Pierre, est un homme politique français. Il est élu député à La Réunion en 2022 et siège au sein du groupe communiste.

## Biographie

### Jeunesse
Frédéric Maillot grandit dans le quartier populaire du Chaudron, à Saint-Denis, et est élevé avec ses cinq frères et sœurs par une mère célibataire, sans diplôme. Après avoir quitté le collège, en troisième, il exerce plusieurs métiers comme boulanger ou animateur de centre de loisirs. Il est depuis 2011 salarié de la Fondation Abbé-Pierre et travaille dans une boutique de solidarité.

### Parcours politique
Son engagement militant démarre par la cofondation, avec plusieurs camarades, du collectif Réyoné Soubat Kont Profitèr (RSKP), dont l'objectif est de promouvoir l'identité réunionnaise et « se battre pour la reconnaissance de [leur] histoire et contre toutes les formes d’injustice : sociale, médiatique, culturelle ». En 2011, il fonde avec les mêmes camarades le parti Croire et Oser (PCO), qui présente une liste aux élections municipales de 2020 à Saint-Denis, sur laquelle il figure en deuxième position. Conduite par Vanessa Payet, la liste recueille 7,47 %  des voix et n'obtient aucun élu. La campagne est marquée par des divergences en interne du mouvement et un « divorce politique douloureux » pour Frédéric Maillot, avec l'un des autres responsables, Alexandre Laï-Kane-Cheong, qui est favorable à une alliance avec deux candidats de droite.
Il devient ensuite membre du parti Pour La Réunion (PLR) et est élu sur la liste d'Huguette Bello lors des élections régionales de 2021 à La Réunion, qui l'emporte au second tour. Frédéric Maillot devient alors septième vice-président du conseil régional de La Réunion délégué à l'économie sociale et solidaire.
Candidat aux élections législatives de 2022 dans la sixième circonscription de La Réunion sous la bannière de la NUPES (divers gauche), Frédéric Maillot arrive en tête au premier tour avec 23,88 % des voix et affronte au second tour Alexandre Laï-Kane-Cheong, l'un de ses anciens camarades de Croire et oser. Le 19 juin 2022, il est élu député avec 52,99 % des suffrages exprimés. À l'Assemblée nationale, il rejoint le groupe de la Gauche démocrate et républicaine (GDR) aux côtés de deux autres députées de La Réunion, Karine Lebon et Emeline K/Bidi.
Alors que son mandat est écourté le 9 juin 2024 en raison d'une dissolution parlementaire décidée par Emmanuel Macron, il se représente aux élections législatives anticipées et affronte à nouveau Alexandre Laï-Kane-Cheong. En ballottage à l'issue du premier tour avec 29,76 % des voix face à Valérie Legros, candidate du Rassemblement national (RN), il est réélu au second tour avec 58 % des suffrages exprimés.